# Guillaume Teissèdre
Pour les articles homonymes, voir Teissèdre.
Guillaume Teissèdre, né le 21 juin 1816 à Murat (Cantal) et mort le 9 mai 1885 à Murat, est un homme politique français.

## Biographie
Notaire à Murat, il est conseiller général du canton de Murat et président du conseil général. Il est député du Cantal de 1877 à 1881, siégeant au centre-gauche et soutenant les gouvernements opportunistes.